# Вале Копела (Рим)
Вале Копела је насеље у Италији у округу Рим, региону Лацио.
Према процени из 2011. у насељу је живело 303 становника. Насеље се налази на надморској висини од 140 м.